# Mamba Kaskazini
Mamba Kaskazini è una circoscrizione rurale (rural ward) della Tanzania situata nel distretto rurale di Moshi, regione del Kilimangiaro. Conta una popolazione di 9 065 abitanti (censimento 2012).